# Kerstin Thielemann
Kerstin Thielemann, née le 23 avril 1962 à Leipzig est une actrice allemande.

## Biographie
Elle est notamment connue pour son rôle de la procureur Isolde Maria Shrankmann dans la série télévisée allemande Alerte Cobra depuis 2003.

## Filmographie
- Alerte Cobra
- 2010 : Mia et le Millionnaire (Küss dich reich) de Dominic Müller (TV)
- 2019 : Brecht, téléfilm biographique en deux parties de Heinrich Breloer : Marie Röcker